# Torneo de Estocolmo 2018
El Intrum Stockholm Open 2018 fue un torneo de tenis perteneciente al ATP Tour 2018 en la categoría ATP World Tour 250. El torneo tuvo lugar en la ciudad de Estocolmo (Suecia) desde el 15 hasta el 21 de octubre de 2018 sobre canchas duras.

## Distribución de puntos
| Modalidad            | Campeón | Finalista | Semifinales | Cuartos de final | 2ª ronda | 1ª ronda | Clasificados | 2ª ronda de clasificación | 1ª ronda de clasificación |
| Individual masculino | 250     | 165       | 100         | 50               | 25       | 0        | 13           | 7                         | 0                         |
| Dobles masculino     | 250     | 150       | 90          | 45               | 20       | 0        | -            | -                         | -                         |

## Cabezas de serie

### Individuales masculino
| Tenista            | Ranking | Preclasificado |
| John Isner         | 10      | 1              |
| Fabio Fognini      | 13      | 2              |
| Stefanos Tsitsipas | 15      | 3              |
| Jack Sock          | 17      | 4              |
| Lucas Pouille      | 18      | 5              |
| Hyeon Chung        | 26      | 6              |
| Denis Shapovalov   | 29      | 7              |
| Fernando Verdasco  | 30      | 8              |

- Ranking del 8 de octubre de 2018.[2]

### Dobles masculino
| Tenistas                        | Ranking | Preclasificados |
| Marc López Aisam-ul-Haq Qureshi | 73      | 1               |
| Jack Sock Jackson Withrow       | 88      | 2               |
| Marcus Daniell Wesley Koolhof   | 93      | 3               |
| Ken Skupski Neal Skupski        | 97      | 4               |

## Campeones

### Individual masculino
Stefanos Tsitsipas venció a  Ernests Gulbis por 6-4, 6-4

### Dobles masculino
Luke Bambridge /  Jonny O'Mara vencieron a  Marcus Daniell /  Wesley Koolhof por 7-5, 7-6(10-8)